# Axel Dalberg Poulsen
Axel Dalberg Poulsen (7 de abril de 1961, Holbæk, Dinamarca ) es un naturalista botánico, y curador danés . Sus intereses de investigación son la flora de Dinamarca y sus alrededores, taxonomía y biología de las Orchidaceae, y biología de la conservación.
En 1993, obtuvo el grado de doctorado, en biología tropical por la Universidad de Aarhus; defendiendo la tesis "Investigaciones de hierbas en dos bosques tropicales húmedos de tierras bajas", siendo su supervisor el Dr. Iván Nielsen.
Es profesor asociado del Jardín Botánico de la Universidad de Copenhague, formando parte del Museo de Historia Natural de Dinamarca
En 2016, como parte del Proyecto Flora de Nepal, en el Real Jardín Botánico de Edimburgo, patrocinado para participar en una expedición para recolectar especímenes en el este de Nepal y capacitar al personal del Herbario nacional de Nepal para recolectar y preservar material de Zingiberales.
El apoyo del Fondo de Expedición Peter Davis de la Universidad de Edimburgo para llevar a cabo el trabajo de campo en Papúa Nueva Guinea como parte del proyecto en curso "Gingers of Papua New Guinea.

## Algunas publicaciones
- henrik ærenlund Pedersen, paul Ormerod. 2009. Notes on the orchid flora of Thailand. 6 p.

### Libros[4]
- a. Lamb, j. Gobilik, m. Ardiyani, a.d. Poulsen. 2013. A guide to gingers of Borneo. Natural History Publications (Borneo). 144 p.

- a.d. Poulsen. 2012. Etlingera of Sulawesi. Natural history Publications (Borneo). 278 p.

- ----------------. 2006. Etlingera of Borneo. Natural history Publications (Borneo). 263 p.

- ----------------. 2006. Gingers of Sarawak. A pocket guide. Natural history Publications (Borneo). 102 p.

## Honores
Miembro de
- Comité para la asignación de la Flora de Europa
- Consejo editorial de la Flora de Borneo
- Comité de apoyo de Geocenter Møns Klint
- Asesoría nacional de Flora Nórdica

### Epónimos
Especies vegetales
- (Gesneriaceae) Cyrtandra poulsenii B.L.Burtt[5]

- (Zingiberaceae) Etlingera poulsenii Škorničk.[6]

- La abreviatura «A.D.Poulsen» se emplea para indicar a Axel Dalberg Poulsen como autoridad en la descripción y clasificación científica de los vegetales.[7]